# Neuendettelsau
Neuendettelsau è un comune tedesco di 7 816 abitanti, situato nel land della Baviera.